# Engenheiro Paulo de Frontin
Engenheiro Paulo de Frontin är en kommun i Brasilien.   Den ligger i delstaten Rio de Janeiro, i den sydöstra delen av landet, 900 km sydost om huvudstaden Brasília. Antalet invånare är 13 239.
I omgivningarna runt Engenheiro Paulo de Frontin växer i huvudsak städsegrön lövskog. Runt Engenheiro Paulo de Frontin är det ganska tätbefolkat, med 166 invånare per kvadratkilometer.